# Malievske, Mejova
Malievske (în ucraineană Малієвське) este un sat în comuna Zoreane din raionul Mejova, regiunea Dnipropetrovsk, Ucraina.

## Demografie
Componența lingvistică a localității Malievske
     Ucraineană (97,81%)
     Rusă (2,19%)
Conform recensământului din 2001, majoritatea populației localității Malievske era vorbitoare de ucraineană (97,81%), existând în minoritate și vorbitori de rusă (2,19%).